# Óscar Avendaño
Oscar García Avendaño, conocido como Oscar Avendaño (El Calvario, Vigo, 1 de septiembre de 1973), es un músico y compositor de rock español, conocido por ser el bajista de Siniestro Total y guitarrista y vocalista de The Bo Derek's así como por su carrera como solista.

## Trayectoria musical

### Primeros años
En 1991 monta su primera banda, Foggy Mental Breakdown, junto con algunos amigos. En esta banda militaban músicos como Eladio Santos (Eladio y Los Seres Queridos), Rubén Suárez (The High Sierras, Family Folks) o Xabier Vieitez (The Soul Jacket).
Tras dejar esta banda en 1996 monta Raindogs, banda de punk rock con nombre inspirado en un disco de Tom Waits, en la que también militan Paulo Pascual (Trem Fantasma, Camarada Nimoy, Modulador de Ondas) o Manu G. Sanz (Selvática, Indómitos, Orphan Tracks). Tras una serie de grabaciones infructuosas, ahora publicadas en la página de bandcamp del propio Avendaño, esta banda se deshace al cabo de un par de años.

### Finales de los 90
Hacia 1997 Oscar se enrola en Brandell Mosca, banda liderada por Eladio Santos y donde vuelve a compartir escenarios con este y con Diego De Luis, batería de Foggy Mental Breakdown. Tras un año con este grupo empieza a compaginar su trabajo con Anita Steinberg, una banda de rock'n'roll y soul de la que forman parte gente como Luis Santamarina (Aerolíneas Federales, Bromea o Qué?) o Jorge Beltrán (Siniestro Total). Ambas bandas se deshacen al cabo de un tiempo, aunque Brandell Mosca,tras reemplazar a Oscar por Javier Lado (Bromea o Qué?, Killer Barbies) siguen adelante convertidos en Medusa.
Siguen a esta época un par de años sin banda fija, en los que compone la música para el mediometraje bélico-musical "The Last Patrol (La Colina de la Muerte) " dirigido por Cora Peña, por la que le nominan a los extintos premios Agapi. En esta B.S.O., producida por Javier Abreu, colabora la flor y nata de la música viguesa: músicos que ya habían tocado con Oscar en sus diferentes aventuras junto con otros como Pablo Novoa (Golpes Bajos) o Nicolás Pastoriza (Bromea o Qué?, La Marabunta, Ectoplasma). Tras esta experiencia realiza la música del cortometraje "Amazonas 2000", del realizador vigués Oscar Suárez, junto a sus excompañeros de Foggy Mental Breakdown Rubén Suárez y Manuel Santamaría.

### Cambio de siglo y Siniestro Total
A principios de 2001 entra a formar parte de Siniestro Total, como sustituto de Segundo Grandío. Desde ese momento hasta ahora ha grabado 6 discos con ellos, además de formar parte del proyecto de adaptación del repertorio de Siniestro Total a la música contemporánea "Land of oportunity", llevado a cabo por el TAC (Taller Atlántico Contemporáneo) dirigido por Diego García, junto a Siniestro Total y Javier López de Guereña. 
Al mismo tiempo también monta Trem Fantasma junto a Paulo Pascual, banda que abandona al cabo de un par de años y tras haber grabado un disco.
Empieza también a tocar con Los Casanovas, una banda de versiones de rock'n'roll en la que militan Billy King (Killer Barbies, Los Cafres), Paulo Pascual o Jacobo Jiménez (Los High Sierras, Merry Melodies).
A partir de ahí empieza a compaginar su puesto como bajista en Siniestro Total con su carrera como solista, con la publicación periódica de discos a su nombre en los que se hace acompañar de diferentes bandas en las que cuenta con músicos como Ricardo Moreno (Los Ronaldos, La Marabunta), Luis García (Los Ronaldos), Mauro Comesaña y Xabier Vieitez (ambos de The Soul Jacket), Andrés Cunha (Los High Sierras), Indy Tumbita (Los Duques de Monterrey, Pedrito Diablo y Los Cadáveras, Joao Tomba), Goyo Chiquito y Toño Baños (ambos de Los Míticos GT's), Paco Serén y Pablo Álvarez (ambos ex componentes de Los Piratas, Lucas Fernández (Best Boy) y con algún colaborador de excepción como es el caso de Hendrik Röver (Los DelTonos).

### Tras Siniestro Total
Tras el parón forzado por la pandemia de Covid-19 desde 2020 a 2022, Siniestro Total deciden despedirse de los escenarios ofreciendo dos conciertos multitudinarios en el Wizink Center de Madrid, que se celebran las noches del 6 y 7 de mayo del 2022 y que cuentan con la colaboración de todos los antiguos ex componentes de la banda: Segundo Grandío, Alberto Torrado y, especialmente, Miguel Costas. Solo faltan a la cita Ángel González (que no puede participar por motivos de salud, aunque está presente en el concierto) y el ya fallecido Germán Coppini.
Una vez liberado de los compromisos con Siniestro Total, Oscar se vuelca en su nueva banda, con la que lleva trabajando ya un par de años: The Bo Derek's. En ella asume las labores de compositor, guitarrista y voz principal y cuenta con Jorge Lorre al bajo y Rufus el Guarro a la batería (ambos ex componentes de The Allnight Workers y miembros de Los Wavy Gravies). La banda continua tocando en infinidad de salas y festivales de toda la península y recogiendo, generalmente, críticas muy positivas.

### Colaboraciones
Durante este tiempo Avendaño también forma o ha formado parte también de diferentes formaciones, a veces como músico fijo y otras como invitado o suplente. Entre estas se podrían destacar Dr. Cotomondongo y Sus Metales Preciosos, junto a sus compañeros de Siniestro Total (todos excepto Julián Hernández) y el músico Piti Sanz, Transportes Hernández y Sanjurjo (junto a Julián Hernández y Romulo Sanjurjo), Los Naipes, Los Fortunas o un breve retorno de Los Cafres, mítica banda de power-pop de la ciudad de Vigo. También ha aparecido como músico invitado en grabaciones de multitud de bandas
y programas de Tv, y ha colaborado con músicos de la talla de Coque Malla, Josele Santiago, Sid Griffin, Pablo Novoa, Los Deltonos, Alice Bag, The Soul Jacket y un largo etc. 

### Otras Facetas
Fuera de su faceta estrictamente musical, aunque sin apartarse nunca del todo de esta disciplina, se ha encargado de la publicación del disco "Jesus Loves the Wah-Wah, un tributo a Los Contentos ", disco que como su nombre indica sirve de homenaje a Los Contentos, mítica banda de garaje de Lugo. En este disco participan, entre otros, Josele Santiago, Siniestro Total o el actor Luis Tosar.
También ha realizado un podcast, bajo el nombre de "Radio Melmac", que hubo de aparcar después de unas cuantas ediciones por falta de tiempo material.
A partir de 2022, y a raíz de una conferencia plenaria ofrecida en la Universidad del País Vasco como parte del "V International Conference on the American Literary West: (Un)Charted and Nomadic West(s)", ha comenzado a impartir una serie de talleres de extensión universitaria en la Universidad de Vigo, todos ellos relacionados con la música y que se extenderán en cursos sucesivos.
En septiembre de 2024 la editorial NeoPerson publica su primer libro: "¡Lo tengo en vinilo!".

## Discografía

### Con Siniestro Total
- ¿Quiénes Somos? ¿De dónde venimos? ¿A dónde vamos? (2002)
- Popular, democrático y científico (2005)
- Que parezca un accidente (2008)
- Country & Western (2010)
- La Noche de La Iguana (2014)
- El mundo da vueltas (2016)

### Como Solista
- Oscar Avendaño y Los Profesionales (Folc Records, 2012) con Ricardo Moreno (batería), Luís García (bajo), Agus Alonso (Guitarra) y la colaboración de Yago Santos (piano) y David Rial (trompeta).[13]
- Oscar Avendaño y Los Profesionales: "Demasiado Oro" (Folc Records, 2014) con Mauro Comesaña (batería y coros), Andrés Cunha (bajo y coros), Indy Tumbita (guitarra), Xabier Vieitez (teclados) y con la colaboración de David Rial (trompeta) y Jorge Beltran (saxo).[14][15][16]
- Oscar Avendaño: "De su padre y de su madre" (Autoeditado, 2015) editado exclusivamente en formato digital, se trata de una recopilación de maquetas y de grabaciones caseras.
- Oscar Avendaño y Reposado: "Burro" (Folc Records, 2015) con Mauro Comesaña (batería y coros), Andrés Cunha (bajo y coros) y la colaboración especial de Hendrik Röver (guitarras, pianos, pedal steel, coros).[17][18][19]
- Oscar Avendaño y Los Míticos GT's (Xonix Records y Trilobite Records, 2017) con Toño Baños (batería), Goyo Chiquito (contrabajo y coros) y la colaboración especial de Hendrik Röver (guitarras)[20][21]
- Oscar Avendaño y Reposado: "Perros Negros" (Milana Música Records, 2021) con Mauro Comesaña (batería y coros), Andrés Cunha (bajo y coros) y la colaboración especial de Hendrik Röver (guitarras, teclados, etc)[22][23][24][25][26]
- Oscar Avendaño y La Banda Fantasma: "Uno" (Milana Música Records, 2022) con Paco Serén, Indy Tumbita, Pablo Álvarez y Lucas Fernández[27][28][29]

### Con The Bo Derek's

#### LPs
- 10 (Family Spree Recordings, 2019) También conocido como "Old School R'n'R". Grabado por Javier Vicente en The Dub Yard (Vigo) y masterizado por Mike Mariconda.[30][31]
- Inféctame, baby! (Family Spree Recordings, 2021) Grabado por Paco Serén en Eclipsis Estudios y masterizado por Mike Mariconda.[32][33][34]
- Porca Miseria (Family Spree Recordings, 2023) Grabado, mezclado y masterizado por Martín Guevara en Silver Recordings.

#### Singles
- Al Carajo! (Single, Family Spree Recordings, 2020) Grabado, mezclado y masterizado por Hendrik Röver en GuitarTown Recordings, con la colaboración del propio Hendrik y Antonio Urchaga (Los Chicos) a los coros.

### Otros
- Pleased to meet you (1994), con Foggy Mental Breakdown, E.P. 7" solo en vinilo.[35]
- Tirez sur le pianiste (2003), con Trem Fantasma.
- Disco Nautico[36] (2008) Se trata de un concierto en directo en la sala Nautico de San Vicente do Mar grabado sin previsión de ser editado, pero finalmente editado exclusivamente en vinilo, con una banda formada para la ocasión por Coque Malla (guitarra y voz), Josele Santiago (guitarra y voz), Oscar Avendaño (bajo y coros), Pablo Novoa (guitarra y piano) y Ricardo Moreno (batería). El repertorio consiste en clásicos del rock y algún tema propio.

### Bandas sonoras
- The Last Patrol (La Colina de la Muerte) (2000). Canciones originales para un mediometraje de Cora Peña compuestas por Oscar Avendaño interpretadas por los actores de la película y un ensemble de músicos vigueses como pueden ser Pablo Novoa, Nicolás Pastoriza, Eladio Santos, Jorge Beltrán y un largo etc.
- Amazonas 2000 (2001). Música original sobre un cortometraje de Óscar Suárez compuesta por Oscar Avendaño, Rubén Suárez y Manuel Santamaría.
- Novo Vigo Vello (2011). Canción original "Por más que me entierren" escrita y compuesta por Oscar Avendaño para un documental de Eduardo Rolland.[37]
- Iulia (2015). Música original sobre un cortometraje de Jose Aragunde compuesta por Oscar Avendaño e interpretada por Xabier Vieitez.
- Chichi e mais eu (2023). Música original sobre un largometraje documental de Nico Campos compuesta por Oscar Avendaño y producida por Paco Serén.